# Academia de Ciencias Militares de la Federación de Rusia
La Academia de Ciencias Militares de la Federación de Rusia (en ruso: Академия военных наук Российской Федерации) es una institución pública de Rusia dedicada a la investigación militar. Realiza estudios militares básicos y aplicados, especialmente históricos, y tiene su sede en Moscú. Registrada en el Ministerio de Justicia de la Federación de Rusia el 3 de junio de 1994 (certificado de registro No.2278), fue puesta en marcha el 20 de febrero de 1995, según decreto del Presidente de la Federación de Rusia. Desde su fundación, el general Makhmut Gareev ejerció como presidente, hasta su muerte en 2019. El general Valeri Guerásimov, Jefe del Estado Mayor y comandante de todas las fuerzas rusas en Ucrania, se desempeña como presidente desde 2021.

## Historia
La academia reúne a científicos de las Fuerzas Armadas (AF), FSB, MVD, otras agencias de seguridad e industrias de defensa, así como científicos civiles. A finales de 2005 en la academia constaban 584 miembros activos, 270 miembros correspondientes, 38 miembros honorarios y 1.254 profesores. Alrededor del 30% de los miembros de la academia están al servicio de las Fuerzas Armadas Rusas y otras agencias de seguridad.
La academia tiene relaciones con centros de investigación rusos y organizaciones científicas de los países de la CEI, la Academia de Ciencias de Rusia, la Academia Rusa de Ciencias de Cohetes y Artillería, la Academia Nacional de Ciencias de Bielorrusia, la Academia Militar del Estado Mayor de las Fuerzas Armadas de Rusia, la Universidad Militar del Ministerio de Defensa de Rusia, el Instituto de Historia Militar del Ministerio de Defensa de Rusia, la Liga de empresas de defensa, MGIMO y otras universidades, institutos de investigación, instituciones de investigación departamentales y públicas.

## Temas de investigación
- estudio de la naturaleza de las amenazas militares a la seguridad de Rusia y formas de prevenir guerras y conflictos armados.;
- estudio de la composición y el contenido de los intereses nacionales de Rusia y cómo garantizar su seguridad militar.;
- desarrollo de bases científicas de la doctrina militar, reforma militar y organización de defensa colectiva de la CEI;
- predicción de guerras futuras y métodos de uso de las fuerzas armadas.;

desarrollar recomendaciones para la construcción y desarrollo de las Fuerzas Armadas de Rusia.; 
- desarrollo de propuestas científicas para la reducción de armas estratégicas ofensivas en los Estados poseedores de armas nucleares;
- estudio de los problemas de la posible aparición de armas basadas en nuevos principios físicos y su impacto en las formas y métodos de guerra.;
- estudio de los problemas de la guerra en el espacio y en curso desde el espacio.;
- desarrollo del concepto de proyecto de reforma militar, que abarca los problemas de conversión de todas las estructuras de defensa del Estado. ;
- estudio de las peculiaridades de entrenamiento y operaciones y operaciones de combate en guerras locales y conflictos armados.;
- problemas de desarrollo de la creación de la Unión Euroasiática y formas de fortalecer la seguridad militar colectiva dentro de la CEI;
- estudio y desarrollo de formas y métodos de entrenamiento operacional y de combate con recursos logísticos limitados para su mantenimiento;
- desarrollo de la base ideológica del adoctrinamiento militar nuevo ejército ruso.